# Алиева, Сабина Яшар кызы
Сабина Яшар кызы Алиева (азерб. Səbinə Yaşar qızı Əliyeva: род. 7 мая 1980 или 8 августа 1973, Баку) — комиссар по правам человека Азербайджана (омбудсмен), государственный советник 3-го класса.

## Биография
Сабина Алиева родилась 7 мая 1980 года в семье врача (впоследствии депутата Милли меджлиса и дипломата) Яшара Алиева. В 1996 году окончила с отличием среднюю школу № 8 в Баку.
В 2000 году окончила юридический факультет Бакинского государственного университета с отличием. В 2002 году окончила с отличием магистратуру юридического факультета БГУ со степенью магистра в области государственного права.
В 2012 году окончила Академию государственного управления при президенте Азербайджана по специальности «международные отношения».
В 2016 году защитила докторскую диссертацию по специальности «Международное право; Права человека» и получила степень доктора философии по праву.
С 2000 года занимала различные должности в Конституционном суде Азербайджана. С 2015 года являлась заместителем руководителя аппарата Конституционного суда.
Принимала участие в ряде международных конференций, включая конференции в Китае, Австрии, Великобритании и Греции.
Окончила специальные курсы Межпарламентской ассамблеи СНГ. Принимала участие в летней школе Азиатской ассоциации конституционных судов и эквивалентных учреждений по теме «Свобода слова и собраний», организованной Конституционным судом Турции. Участвовала в тренингах по правовому диалогу для правовой трансформации в Германии, семинаре на тему «Навыки лидерства и стратегического управления» в Сорбоннской школе бизнеса.
21 июня 2016 получила квалификационную степень государственного советника 3-го класса.
29 ноября 2019 года избрана Милли меджлисом на должность Уполномоченного по правам человека (омбудсмана) Азербайджана.
12 сентября 2023 года избрана вице-президентом Азиатской ассоциации омбудсменов.

## Награды
- Медаль «За отличие на государственной службе» (27 июня 2013)
- Медаль «За заслуги в области военного сотрудничества» (29 декабря 2020, от имени президента Азербайджана соответствующим приказом Министра обороны Азербайджана)[6]

## Семья
- Муж — депутат Милли меджлиса Сиявуш Новрузов.
- Отец — Яшар Алиев, азербайджанский государственный деятель, дипломат. Чрезвычайный и полномочный посол. Доктор медицинских наук, профессор.
- Мать — Рена Алиева, доктор медицинских наук, профессор. Президент Азербайджанской стоматологической ассоциации.